# Critérium du Dauphiné libéré 2006
La 58e édition du Critérium du Dauphiné libéré, inscrit au calendrier de l'UCI ProTour 2006, a eu lieu du 4 au 11 juin. Initialement vainqueur, l'Américain Levi Leipheimer est déclassé par l'UCI en 2012 après avoir avoué s'être dopé. La course est déclarée sans vainqueur.

## Présentation

### Parcours
Le Dauphiné a débuté le dimanche 4 juin par un prologue en boucle autour d'Annecy de 4,1 kilomètres.
Il s'est terminé le 11 juin à Grenoble, après un périple de 1098,1 kilomètres.
La 6e étape sert de répétition générale pour le Tour de France 2006 qui contient une étape quasiment identique, et notamment la même montée finale, vers La Toussuire.

### Equipes
Le Critérium du Dauphiné Libéré figurant au calendrier du ProTour, les 20 UCI Proteams sont présentes, auxquelles il faut ajouter une équipe continentale invitée.
| ProTeams (20)- AG2R Prévoyance - Würth - Bouygues Télécom - Caisse d'Épargne-Illes Balears - Cofidis-Le Crédit par Téléphone - Crédit agricole - CSC - Davitamon-Lotto - Discovery Channel - Euskaltel-Euskadi - Gerolsteiner - La Française des jeux - Lampre-Fondital - Liquigas - Team Milram - Phonak Hearing Systems - Quick Step-Innergetic - Rabobank - Saunier Duval-Prodir - T-Mobile Équipe continentale professionnelle- Agritubel |
| |

## Etapes
| Détail    | Date    | Villes étapes                      | Distance  | Vainqueur d'étape | Leader du classement général |
| Prologue  | 4 juin  | Annecy                             | 4.1 (clm) | David Zabriskie   | David Zabriskie              |
| 1re étape | 5 juin  | Annecy - Bourgoin-Jallieu          | 207       | Fabian Wegmann    | Fabian Wegmann               |
| 2e étape  | 6 juin  | Bourgoin-Jallieu - Saint-Galmier   | 203       | Philippe Gilbert  | Philippe Gilbert             |
| 3e étape  | 7 juin  | Bourg-de-Péage - Bourg-de-Péage    | 43 (clm)  | David Zabriskie   | Philippe Gilbert             |
| 4e étape  | 8 juin  | Tain-l'Hermitage - Mont Ventoux    | 186       | Denis Menchov     | Levi Leipheimer              |
| 5e étape  | 9 juin  | Sisteron - Briançon                | 155       | Ludovic Turpin    | Levi Leipheimer              |
| 6e étape  | 10 juin | Briançon - La Toussuire            | 169       | Iban Mayo         | Levi Leipheimer              |
| 7e étape  | 11 juin | Saint-Jean-de-Maurienne - Grenoble | 131       | Thor Hushovd      | Levi Leipheimer              |

## Déroulement de la course

### Prologue
Le prologue s'est déroulé le 4 juin 2006 autour d'Annecy (contre la montre de 4,1 km.)
|     | Cycliste           | Pays       |    | Temps      |
| --- | ------------------ | ---------- | -- | ---------- |
| DSQ | David Zabriskie    | États-Unis | en | 4 min 35 s |
| DSQ | George Hincapie    | États-Unis | +  | 2 s        |
| 3.  | Stuart O'Grady     | Australie  |    | 6 s        |
| 4.  | Sebastian Lang     | Allemagne  |    | 7 s        |
| 5.  | Joost Posthuma     | Pays-Bas   |    | 8 s        |
| 6.  | Stijn Devolder     | Belgique   |    | m.t.       |
| 7.  | Alejandro Valverde | Espagne    |    | m.t.       |
| 8.  | Vladimir Gusev     | Russie     |    | m.t.       |
| 9.  | Floyd Landis       | États-Unis |    | m.t.       |
| 10. | Andrey Kashechkin  | Kazakhstan |    | 9 s        |

|     | Cycliste           | Pays       |    | Temps      |
| --- | ------------------ | ---------- | -- | ---------- |
| DSQ | David Zabriskie    | États-Unis | en | 4 min 35 s |
| DSQ | George Hincapie    | États-Unis | +  | 2 s        |
| 3.  | Stuart O'Grady     | Australie  |    | 6 s        |
| 4.  | Sebastian Lang     | Allemagne  |    | 7 s        |
| 5.  | Joost Posthuma     | Pays-Bas   |    | 8 s        |
| 6.  | Stijn Devolder     | Belgique   |    | m.t.       |
| 7.  | Alejandro Valverde | Espagne    |    | m.t.       |
| 8.  | Vladimir Gusev     | Russie     |    | m.t.       |
| 9.  | Floyd Landis       | États-Unis |    | m.t.       |
| 10. | Andrey Kashechkin  | Kazakhstan |    | 9 s        |

### 1reétape
La première étape s'est déroulée le 5 juin 2006, entre Annecy et Bourgoin-Jallieu, sur une distance de 207 km.
|     | Cycliste           | Pays       |    | Temps           |
| --- | ------------------ | ---------- | -- | --------------- |
| 1.  | Fabian Wegmann     | Allemagne  | en | 5 h 06 min 36 s |
| 2.  | Thomas Voeckler    | France     | +  | m.t.            |
| 3.  | Egoi Martínez      | Espagne    |    | m.t.            |
| 4.  | Francisco Mancebo  | Espagne    |    | 2 s             |
| 5.  | Danilo Napolitano  | Italie     |    | 13 s            |
| 6.  | Sebastian Siedler  | Allemagne  |    | m.t.            |
| 7.  | Christopher Horner | États-Unis |    | m.t.            |
| 8.  | José Joaquín Rojas | Espagne    |    | m.t.            |
| 9.  | Philippe Gilbert   | Belgique   |    | m.t.            |
| 10. | Mauro Da Dalto     | Italie     |    | m.t.            |

|     | Cycliste          | Pays       |    | Temps           |
| --- | ----------------- | ---------- | -- | --------------- |
| 1.  | Fabian Wegmann    | Allemagne  | en | 5 h 11 min 19 s |
| 2.  | Thomas Voeckler   | France     | +  | 5 s             |
| DSQ | David Zabriskie   | États-Unis |    | m.t.            |
| 4.  | Egoi Martínez     | Espagne    |    | 7 s             |
| DSQ | George Hincapie   | États-Unis |    | m.t.            |
| 6.  | Francisco Mancebo | Espagne    |    | 9 s             |
| 7.  | Thor Hushovd      | Norvège    |    | 11 s            |
| 8.  | Stuart O'Grady    | Australie  |    | m.t.            |
| 9.  | Sebastian Lang    | Allemagne  |    | 12 s            |
| 10. | Joost Posthuma    | Pays-Bas   |    | 13 s            |

### 2eétape
La deuxième étape s'est déroulée le 6 juin 2006, entre Bourgoin-Jallieu et Saint-Galmier, sur une distance de 203 km.
|     | Cycliste           | Pays       |    | Temps           |
| --- | ------------------ | ---------- | -- | --------------- |
| 1.  | Philippe Gilbert   | Belgique   | en | 4 h 45 min 54 s |
| 2.  | Samuel Dumoulin    | France     | +  | 5 min 19 s      |
| 3.  | Peter Wrolich      | Autriche   |    | 5 min 23 s      |
| 4.  | Thor Hushovd       | Norvège    |    | m.t.            |
| 5.  | Fabian Wegmann     | Allemagne  |    | m.t.            |
| 6.  | Marco Marzano      | Italie     |    | m.t.            |
| 7.  | Stuart O'Grady     | Australie  |    | m.t.            |
| 8.  | Francisco Mancebo  | Espagne    |    | m.t.            |
| 9.  | Maxim Iglinskiy    | Kazakhstan |    | m.t.            |
| 10. | Alejandro Valverde | Espagne    |    | m.t.            |

|     | Cycliste          | Pays       |   | Temps           |
| --- | ----------------- | ---------- | - | --------------- |
| 1.  | Philippe Gilbert  | Belgique   |   | 9 h 57 min 13 s |
| 2.  | Fabian Wegmann    | Allemagne  | + | 5 min 22 s      |
| 3.  | Thomas Voeckler   | France     |   | 5 min 27 s      |
| DSQ | David Zabriskie   | États-Unis |   | 5 min 29 s      |
| 5.  | Egoi Martínez     | Espagne    |   | m.t.            |
| DSQ | George Hincapie   | États-Unis |   | 5 min 31 s      |
| 7.  | Francisco Mancebo | Espagne    |   | m.t.            |
| 8.  | Thor Hushovd      | Norvège    |   | 5 min 33 s      |
| 9.  | Stuart O'Grady    | Australie  |   | 5 min 34 s      |
| 10. | Sebastian Lang    | Allemagne  |   | m.t.            |

### 3eétape
La troisième étape s'est déroulée le 6 juin 2006.

Il s'agit d'un contre-la-montre de 43 kilomètres autour de Bourg-de-Péage.
|     | Cycliste           | Pays       |    | Temps       |
| --- | ------------------ | ---------- | -- | ----------- |
| DSQ | David Zabriskie    | États-Unis | en | 52 min 48 s |
| 2.  | Floyd Landis       | États-Unis | +  | 53 s        |
| DSQ | Levi Leipheimer    | États-Unis |    | 1 min 17 s  |
| DSQ | George Hincapie    | États-Unis |    | 1 min 35 s  |
| 5.  | Bert Grabsch       | Allemagne  |    | 1 min 38 s  |
| 6.  | Marco Pinotti      | Italie     |    | 1 min 54 s  |
| 7.  | Vladimir Gusev     | Russie     |    | m.t.        |
| 8.  | Yaroslav Popovych  | Ukraine    |    | 1 min 58 s  |
| 9.  | Alejandro Valverde | Espagne    |    | 2 min 03 s  |
| 10. | Sebastian Lang     | Allemagne  |    | m.t.        |

|     | Cycliste           | Pays       |   | Temps            |
| --- | ------------------ | ---------- | - | ---------------- |
| 1.  | Philippe Gilbert   | Belgique   |   | 10 h 52 min 41 s |
| DSQ | David Zabriskie    | États-Unis | + | 2 min 47 s       |
| 3.  | Floyd Landis       | États-Unis |   | 3 min 48 s       |
| DSQ | Levi Leipheimer    | États-Unis |   | 4 min 20 s       |
| DSQ | George Hincapie    | États-Unis |   | 4 min 24 s       |
| 6.  | Bert Grabsch       | Allemagne  |   | 4 min 34 s       |
| 7.  | Vladimir Gusev     | Russie     |   | 4 min 49 s       |
| 8.  | Sebastian Lang     | Allemagne  |   | 4 min 57 s       |
| 9.  | Yaroslav Popovych  | Ukraine    |   | 4 min 58 s       |
| 10. | Alejandro Valverde | Espagne    |   | m.t.             |

### 4eétape
La quatrième étape s'est déroulée le 8 juin entre Tain-l'Hermitage et le Mont Ventoux sur un distance de 186 km.
Dès le 5e kilomètre, une échappée se forme, composée de  Stéphane Augé (Cofidis), Lars Ytting Bak (CSC), Danilo Napolitano (Lampre-Fondital), Joost Posthuma (Rabobank), Ronny Scholz (Gerolsteiner), Florian Stalder (Phonak), Alessandro Vanotti (Milram), Cédric Vasseur (Quick Step-Innergetic) et Thomas Voeckler (Bouygues Telecom). Aucun de ces coureurs n'est inquiétant au classement général et les équipes de leaders régulent l'allure du peloton et ne laissent jamais plus de six minutes d'avance aux échappés qui sont presque revus au moment où débute l'ascension du Mont Ventoux.
La sélection se fait très vite, et une vingtaine de coureurs se détachent du peloton dès les premières kilomètres de la montée. On y retrouve notamment Mikel Astarloza, Pietro Caucchioli, Sylvain Chavanel, Andrey Kashechkin, Bernhard Kohl, Floyd Landis, Levi Leipheimer, Francisco Mancebo, Denis Menchov, Christophe Moreau, Sérgio Paulinho, Óscar Pereiro, Didier Rous, Óscar Sevilla et Alejandro Valverde. Alexandre Vinokourov (Astana-Würth), pourtant vainqueur ici-même l'an dernier, ne parvient pas à tenir le rythme du groupe et se fait décrocher très rapidement, tout comme le Maillot Jaune Philippe Gilbert (Française des jeux).
En tête, les neuf échappés se sont écroulés les uns après les autres.
José Azevedo (Discovery Channel) tente de partir seul. Le coureur portugais effectue une bonne partie de l'ascension seul en tête, avec une trentaine de secondes d'avance sur le groupe des favoris. Mais à 5 kilomètres de l'arrivée, Levi Leipheimer (Gerolsteiner), Denis Menchov (Rabobank) et Christophe Moreau (AG2R Prévoyance) contre-attaquent. Ils rejoignent José Azevedo qui ne peut les suivre. Enfin, Levi Leipheimer décroche à son tour dans les derniers lacets.
Christophe Moreau et Denis Menchov arrivent ensemble au sommet, et c'est ce dernier qui l'emporte au sprint devant le Français.
|     | Cycliste          | Pays       |    | Temps           |
| --- | ----------------- | ---------- | -- | --------------- |
| 1.  | Denis Menchov     | Russie     | en | 4 h 50 min 37 s |
| 2.  | Christophe Moreau | France     | +  | m.t.            |
| DSQ | Levi Leipheimer   | États-Unis |    | 15 s            |
| 4.  | José Azevedo      | Portugal   |    | 29 s            |
| 5.  | Sylvain Chavanel  | France     |    | 54 s            |
| 6.  | Bernhard Kohl     | Autriche   |    | m.t.            |
| 7.  | Francisco Mancebo | Espagne    |    | 1 min 04 s      |
| 8.  | Sérgio Paulinho   | Portugal   |    | 1 min 15 s      |
| 9.  | Pietro Caucchioli | Italie     |    | 1 min 19 s      |
| 10. | Maxim Iglinskiy   | Kazakhstan |    | 1 min 35 s      |

|     | Cycliste          | Pays       |   | Temps            |
| --- | ----------------- | ---------- | - | ---------------- |
| DSQ | Levi Leipheimer   | États-Unis |   | 15 h 47 min 43 s |
| 2.  | Denis Menchov     | Russie     | + | 28 s             |
| 3.  | Philippe Gilbert  | Belgique   |   | 1 min 03 s       |
| 4.  | José Azevedo      | Portugal   |   | 1 min 47 s       |
| 5.  | Christophe Moreau | France     |   | 1 min 48 s       |
| 6.  | Sylvain Chavanel  | France     |   | 2 min 08 s       |
| 7.  | Francisco Mancebo | Espagne    |   | 2 min 10 s       |
| 8.  | Bernhard Kohl     | Autriche   |   | 2 min 20 s       |
| 9.  | Sérgio Paulinho   | Portugal   |   | 3 min 00 s       |
| DSQ | George Hincapie   | États-Unis |   | 3 min 02 s       |

### 5eétape
La cinquième étape s'est déroulée le vendredi 9 juin entre Sisteron et Briançon. Cette étape passait notamment par le col de l'Izoard avant de redescendre sur Briançon et gravir la montée de la Gargouille.
Elle a été remportée par Ludovic Turpin (AG2R Prévoyance) au terme d'une longue échappée partie dès le 35e kilomètre, composée aussi de Thor Hushovd et Jérôme Pineau, qui seront lâchés dans l'ascension de l'Izoard. Au sommet, Ludovic Turpin parvient à garder 40 secondes d'avance sur le peloton des favoris, composé de 6 hommes (Christophe Moreau, Levi Leipheimer, Denis Menchov, Iban Mayo, Eddy Mazzoleni, Leonardo Piepoli) , qui temporisent alors, permettant ainsi le retour de Pietro Caucchioli, George Hincapie, Bernhard Kohl et Francisco Mancebo.
Malgré l'attaque d'Iban Mayo accompagné de Francisco Mancebo, Ludovic Turpin ne sera pas rejoint et remporte ainsi la victoire au terme de 115 km d'échappée.
|     | Cycliste          | Pays       |    | Temps           |
| --- | ----------------- | ---------- | -- | --------------- |
| 1.  | Ludovic Turpin    | France     | en | 4 h 06 min 49 s |
| 2.  | Iban Mayo         | Espagne    | +  | 26 s            |
| 3.  | Francisco Mancebo | Espagne    |    | 27 s            |
| 4.  | Pietro Caucchioli | Italie     |    | 37 s            |
| 5.  | Leonardo Piepoli  | Italie     |    | 41 s            |
| DSQ | George Hincapie   | États-Unis |    | 48 s            |
| 7.  | Christophe Moreau | France     |    | m.t.            |
| DSQ | Levi Leipheimer   | États-Unis |    | m.t.            |
| 9.  | Denis Menchov     | Russie     |    | m.t.            |
| 10. | Bernhard Kohl     | Autriche   |    | 51 s            |

|     | Cycliste          | Pays       |   | Temps            |
| --- | ----------------- | ---------- | - | ---------------- |
| DSQ | Levi Leipheimer   | États-Unis |   | 19 h 55 min 30 s |
| 2.  | Denis Menchov     | Russie     | + | 28 s             |
| 3.  | Christophe Moreau | France     |   | 1 min 48 s       |
| 4.  | Francisco Mancebo | Espagne    |   | 1 min 49 s       |
| 5.  | José Azevedo      | Portugal   |   | 2 min 00 s       |
| 6.  | Bernhard Kohl     | Autriche   |   | 2 min 28 s       |
| DSQ | George Hincapie   | États-Unis |   | 3 min 02 s       |
| 8.  | Sylvain Chavanel  | France     |   | 3 min 45 s       |
| 9.  | Pietro Caucchioli | Italie     |   | 3 min 56 s       |
| 10. | Sérgio Paulinho   | Portugal   |   | 4 min 08 s       |

### 6eétape
La sixième étape s'est déroulée le 10 juin 2006 entre Briançon et La Toussuire, et passait notamment par le col du Galibier et le col du Mollard pour finir par l'ascension de la montée vers la station de La Toussuire.
C'est Iban Mayo qui l'emporte en échappée, montrant ainsi des qualités de grimpeur qu'il n'avait plus affichées depuis des années.
Ludovic Turpin, vainqueur la veille, chute dans la descente du col du Mollard, se fracturant le col du fémur.
|     | Cycliste           | Pays       |    | Temps           |
| --- | ------------------ | ---------- | -- | --------------- |
| 1.  | Iban Mayo          | Espagne    | en | 5 h 01 min 43 s |
| 2.  | Alejandro Valverde | Espagne    | +  | 1 min 20 s      |
| 3.  | Christophe Moreau  | France     |    | 1 min 37 s      |
| DSQ | Levi Leipheimer    | États-Unis |    | m.t.            |
| 5.  | Leonardo Piepoli   | Italie     |    | m.t.            |
| 6.  | Bernhard Kohl      | Autriche   |    | 1 min 59 s      |
| 7.  | José Azevedo       | Portugal   |    | 2 min 36 s      |
| 8.  | Francisco Mancebo  | Espagne    |    | 3 min 16 s      |
| 9.  | Óscar Sevilla      | Espagne    |    | 3 min 58 s      |
| 10. | Pietro Caucchioli  | Italie     |    | m.t.            |

|     | Cycliste           | Pays       |   | Temps            |
| --- | ------------------ | ---------- | - | ---------------- |
| DSQ | Levi Leipheimer    | États-Unis |   | 24 h 58 min 49 s |
| 2.  | Christophe Moreau  | France     | + | 1 min 48 s       |
| 3.  | Bernhard Kohl      | Autriche   |   | 2 min 51 s       |
| 4.  | José Azevedo       | Portugal   |   | 3 min 00 s       |
| 5.  | Francisco Mancebo  | Espagne    |   | 3 min 29 s       |
| 6.  | Denis Menchov      | Russie     |   | 4 min 19 s       |
| 7.  | Alejandro Valverde | Espagne    |   | 4 min 21 s       |
| 8.  | Leonardo Piepoli   | Italie     |   | 5 min 13 s       |
| 9.  | Pietro Caucchioli  | Italie     |   | 5 min 45 s       |
| DSQ | George Hincapie    | États-Unis |   | 6 min 48 s       |

### 7eétape
La septième et dernière étape s'est déroulée le 11 juin 2006, entre  Saint-Jean-de-Maurienne et Grenoble, sur une distance de 131 km.
Longtemps échappé, Stuart O'Grady est finalement repris dans les tout derniers kilomètres par les équipiers de Thor Hushovd qui remporte le sprint.
|     | Cycliste               | Pays       |    | Temps           |
| --- | ---------------------- | ---------- | -- | --------------- |
| 1.  | Thor Hushovd           | Norvège    | en | 3 h 08 min 17 s |
| 2.  | Samuel Dumoulin        | France     | +  | m.t.            |
| 3.  | Philippe Gilbert       | Belgique   |    | m.t.            |
| DSQ | George Hincapie        | États-Unis |    | m.t.            |
| 5.  | Jérôme Pineau          | France     |    | m.t.            |
| 6.  | Francisco Mancebo      | Espagne    |    | m.t.            |
| 7.  | Vladimir Gusev         | Russie     |    | m.t.            |
| 8.  | Alessandro Spezialetti | Italie     |    | m.t.            |
| 9.  | Matteo Carrara         | Italie     |    | m.t.            |
| 10. | Óscar Pereiro          | Espagne    |    | m.t.            |

|     | Cycliste           | Pays       |    | Temps            |
| --- | ------------------ | ---------- | -- | ---------------- |
| DSQ | Levi Leipheimer    | États-Unis | en | 28 h 07 min 06 s |
| 2.  | Christophe Moreau  | France     | +  | 1 min 48 s       |
| 3.  | Bernhard Kohl      | Autriche   |    | 2 min 51 s       |
| 4.  | José Azevedo       | Portugal   |    | 3 min 00 s       |
| 5.  | Francisco Mancebo  | Espagne    |    | 3 min 29 s       |
| 6.  | Denis Menchov      | Russie     |    | 4 min 14 s       |
| 7.  | Alejandro Valverde | Espagne    |    | 4 min 21 s       |
| 8.  | Leonardo Piepoli   | Italie     |    | 5 min 13 s       |
| 9.  | Pietro Caucchioli  | Italie     |    | 5 min 45 s       |
| DSQ | George Hincapie    | États-Unis |    | 6 min 48 s       |

## Classements finals

### Classement général
|     | Cycliste           | Équipe                         |    | Temps            |
| --- | ------------------ | ------------------------------ | -- | ---------------- |
| DSQ | Levi Leipheimer    | Gerolsteiner                   | en | 28 h 07 min 06 s |
| 2.  | Christophe Moreau  | AG2R Prévoyance                | +  | 1 min 48 s       |
| 3.  | Bernhard Kohl      | T-Mobile                       |    | 2 min 51 s       |
| 4.  | José Azevedo       | Discovery Channel              |    | 3 min 00 s       |
| 5.  | Francisco Mancebo  | AG2R Prévoyance                |    | 3 min 29 s       |
| 6.  | Denis Menchov      | Rabobank                       |    | 4 min 14 s       |
| 7.  | Alejandro Valverde | Caisse d'Épargne-Illes Balears |    | 4 min 21 s       |
| 8.  | Leonardo Piepoli   | Saunier Duval-Prodir           |    | 5 min 13 s       |
| 9.  | Pietro Caucchioli  | Crédit agricole                |    | 5 min 45 s       |
| DSQ | George Hincapie    | Discovery Channel              |    | 6 min 48 s       |

| Classement par points | Classement par points | Classement par points | Classement par points          | Classement par points |
| Coureur               | Coureur               | Pays                  | Équipe                         | Points                |
| --------------------- | --------------------- | --------------------- | ------------------------------ | --------------------- |
| 1er                   | Francisco Mancebo     | Espagne               | AG2R Prévoyance                | 69 pts                |
| 2e                    | Philippe Gilbert      | Belgique              | La Française des jeux          | 60 pts                |
| 3e                    | George Hincapie       | États-Unis            | Discovery Channel              | DQ                    |
| 4e                    | Thor Hushovd          | Norvège               | Crédit Agricole                | 55 pts                |
| 5e                    | Levi Leipheimer       | États-Unis            | Gerolsteiner                   | DQ                    |
| 6e                    | Christophe Moreau     | France                | AG2R Prévoyance                | 47 pts                |
| 7e                    | Iban Mayo             | Espagne               | Euskaltel-Euskadi              | 42 pts                |
| 8e                    | Stuart O'Grady        | Australie             | CSC                            | 41 pts                |
| 9e                    | David Zabriskie       | États-Unis            | CSC                            | DQ                    |
| 10e                   | Alejandro Valverde    | Espagne               | Caisse d'Épargne-Illes Balears | 40 pts                |

| Classement par points | Classement par points | Classement par points | Classement par points          | Classement par points |
| Coureur               | Coureur               | Pays                  | Équipe                         | Points                |
| --------------------- | --------------------- | --------------------- | ------------------------------ | --------------------- |
| 1er                   | Francisco Mancebo     | Espagne               | AG2R Prévoyance                | 69 pts                |
| 2e                    | Philippe Gilbert      | Belgique              | La Française des jeux          | 60 pts                |
| 3e                    | George Hincapie       | États-Unis            | Discovery Channel              | DQ                    |
| 4e                    | Thor Hushovd          | Norvège               | Crédit Agricole                | 55 pts                |
| 5e                    | Levi Leipheimer       | États-Unis            | Gerolsteiner                   | DQ                    |
| 6e                    | Christophe Moreau     | France                | AG2R Prévoyance                | 47 pts                |
| 7e                    | Iban Mayo             | Espagne               | Euskaltel-Euskadi              | 42 pts                |
| 8e                    | Stuart O'Grady        | Australie             | CSC                            | 41 pts                |
| 9e                    | David Zabriskie       | États-Unis            | CSC                            | DQ                    |
| 10e                   | Alejandro Valverde    | Espagne               | Caisse d'Épargne-Illes Balears | 40 pts                |

| Classement de la montagne | Classement de la montagne | Classement de la montagne | Classement de la montagne      | Classement de la montagne |
| Coureur                   | Coureur                   | Pays                      | Équipe                         | Points                    |
| ------------------------- | ------------------------- | ------------------------- | ------------------------------ | ------------------------- |
| 1er                       | Christophe Moreau         | France                    | AG2R Prévoyance                | 162 pts                   |
| 2e                        | Levi Leipheimer           | États-Unis                | Gerolsteiner                   | DQ                        |
| 3e                        | Denis Menchov             | Russie                    | Rabobank                       | 119 pts                   |
| 4e                        | Óscar Sevilla             | Espagne                   | T-Mobile                       | 95 pts                    |
| 5e                        | Iban Mayo                 | Espagne                   | Euskaltel-Euskadi              | 93 pts                    |
| 6e                        | Alejandro Valverde        | Espagne                   | Caisse d'Épargne-Illes Balears | 90 pts                    |
| 7e                        | David Arroyo              | Espagne                   | Caisse d'Épargne-Illes Balears | 64 pts                    |
| 8e                        | Leonardo Piepoli          | Italie                    | Saunier Duval-Prodir           | 60 pts                    |
| 9e                        | José Azevedo              | Portugal                  | Discovery Channel              | 51 pts                    |
| 10e                       | Francisco Mancebo         | Espagne                   | AG2R Prévoyance                | 45 pts                    |

| Classement de la montagne | Classement de la montagne | Classement de la montagne | Classement de la montagne      | Classement de la montagne |
| Coureur                   | Coureur                   | Pays                      | Équipe                         | Points                    |
| ------------------------- | ------------------------- | ------------------------- | ------------------------------ | ------------------------- |
| 1er                       | Christophe Moreau         | France                    | AG2R Prévoyance                | 162 pts                   |
| 2e                        | Levi Leipheimer           | États-Unis                | Gerolsteiner                   | DQ                        |
| 3e                        | Denis Menchov             | Russie                    | Rabobank                       | 119 pts                   |
| 4e                        | Óscar Sevilla             | Espagne                   | T-Mobile                       | 95 pts                    |
| 5e                        | Iban Mayo                 | Espagne                   | Euskaltel-Euskadi              | 93 pts                    |
| 6e                        | Alejandro Valverde        | Espagne                   | Caisse d'Épargne-Illes Balears | 90 pts                    |
| 7e                        | David Arroyo              | Espagne                   | Caisse d'Épargne-Illes Balears | 64 pts                    |
| 8e                        | Leonardo Piepoli          | Italie                    | Saunier Duval-Prodir           | 60 pts                    |
| 9e                        | José Azevedo              | Portugal                  | Discovery Channel              | 51 pts                    |
| 10e                       | Francisco Mancebo         | Espagne                   | AG2R Prévoyance                | 45 pts                    |

| Classement du combiné | Classement du combiné | Classement du combiné | Classement du combiné          | Classement du combiné |
| Coureur               | Coureur               | Pays                  | Équipe                         | Points                |
| --------------------- | --------------------- | --------------------- | ------------------------------ | --------------------- |
| 1er                   | Christophe Moreau     | France                | AG2R Prévoyance                | 244 pts               |
| 2e                    | Levi Leipheimer       | États-Unis            | Gerolsteiner                   | DQ                    |
| 3e                    | Denis Menchov         | Russie                | Rabobank                       | 171 pts               |
| 4e                    | Alejandro Valverde    | Espagne               | Caisse d'Épargne-Illes Balears | 148 pts               |
| 5e                    | Iban Mayo             | Espagne               | Euskaltel-Euskadi              | 141 pts               |
| 6e                    | Francisco Mancebo     | Espagne               | AG2R Prévoyance                | 137 pts               |
| 7e                    | Óscar Sevilla         | Espagne               | T-Mobile                       | 120 pts               |
| 8e                    | José Azevedo          | Portugal              | Discovery Channel              | 103 pts               |
| 9e                    | Leonardo Piepoli      | Italie                | Saunier Duval-Prodir           | 101 pts               |
| 10e                   | Bernhard Kohl         | Autriche              | T-Mobile                       | 98 pts                |

| Classement du combiné | Classement du combiné | Classement du combiné | Classement du combiné          | Classement du combiné |
| Coureur               | Coureur               | Pays                  | Équipe                         | Points                |
| --------------------- | --------------------- | --------------------- | ------------------------------ | --------------------- |
| 1er                   | Christophe Moreau     | France                | AG2R Prévoyance                | 244 pts               |
| 2e                    | Levi Leipheimer       | États-Unis            | Gerolsteiner                   | DQ                    |
| 3e                    | Denis Menchov         | Russie                | Rabobank                       | 171 pts               |
| 4e                    | Alejandro Valverde    | Espagne               | Caisse d'Épargne-Illes Balears | 148 pts               |
| 5e                    | Iban Mayo             | Espagne               | Euskaltel-Euskadi              | 141 pts               |
| 6e                    | Francisco Mancebo     | Espagne               | AG2R Prévoyance                | 137 pts               |
| 7e                    | Óscar Sevilla         | Espagne               | T-Mobile                       | 120 pts               |
| 8e                    | José Azevedo          | Portugal              | Discovery Channel              | 103 pts               |
| 9e                    | Leonardo Piepoli      | Italie                | Saunier Duval-Prodir           | 101 pts               |
| 10e                   | Bernhard Kohl         | Autriche              | T-Mobile                       | 98 pts                |

| Classement par équipes | Classement par équipes         | Classement par équipes | Classement par équipes |
| Équipe                 | Équipe                         | Pays                   | Temps                  |
| ---------------------- | ------------------------------ | ---------------------- | ---------------------- |
| 1re                    | AG2R Prévoyance                | France                 | 84 h 40 min 11 s       |
| 2e                     | Discovery Channel              | États-Unis             | + 3 min 02 s           |
| 3e                     | Caisse d'Épargne-Illes Balears | Espagne                | + 7 min 43 s           |
| 4e                     | Crédit Agricole                | France                 | + 19 min 57 s          |
| 5e                     | Bouygues Telecom               | France                 | + 32 min 43 s          |
| 6e                     | T-Mobile                       | Allemagne              | + 42 min 52 s          |
| 7e                     | Saunier Duval-Prodir           | Espagne                | + 47 min 22 s          |
| 8e                     | CSC                            | Danemark               | + 49 min 21 s          |
| 9e                     | Würth                          | Espagne                | + 57 min 13 s          |
| 10e                    | Phonak Hearing Systems         | Suisse                 | + 1 h 07 min 32 s      |

| Classement par équipes | Classement par équipes         | Classement par équipes | Classement par équipes |
| Équipe                 | Équipe                         | Pays                   | Temps                  |
| ---------------------- | ------------------------------ | ---------------------- | ---------------------- |
| 1re                    | AG2R Prévoyance                | France                 | 84 h 40 min 11 s       |
| 2e                     | Discovery Channel              | États-Unis             | + 3 min 02 s           |
| 3e                     | Caisse d'Épargne-Illes Balears | Espagne                | + 7 min 43 s           |
| 4e                     | Crédit Agricole                | France                 | + 19 min 57 s          |
| 5e                     | Bouygues Telecom               | France                 | + 32 min 43 s          |
| 6e                     | T-Mobile                       | Allemagne              | + 42 min 52 s          |
| 7e                     | Saunier Duval-Prodir           | Espagne                | + 47 min 22 s          |
| 8e                     | CSC                            | Danemark               | + 49 min 21 s          |
| 9e                     | Würth                          | Espagne                | + 57 min 13 s          |
| 10e                    | Phonak Hearing Systems         | Suisse                 | + 1 h 07 min 32 s      |

### Classement du ProTour
La course attribue des points au classement UCI ProTour 2006 selon le barème suivant :
| Position           | 1er | 2e | 3e | 4e | 5e | 6e | 7e | 8e | 9e | 10e |
| Classement général | 50  | 40 | 35 | 30 | 25 | 20 | 15 | 10 | 5  | 1   |
| Etapes             | 3   | 2  | 1  |    |    |    |    |    |    |     |

Après cette quatorzième épreuve, le classement est le suivant :
| #  | Coureur            | Équipe                         | Points | Précédent | Evolution     |
| -- | ------------------ | ------------------------------ | ------ | --------- | ------------- |
| 1  | Alejandro Valverde | Caisse d'Épargne-Illes Balears | 195    | 1         | en stagnation |
| 2  | Ivan Basso         | CSC                            | 138    | 2         | en stagnation |
| 3  | Tom Boonen         | Quick Step-Innergetic          | 129    | 3         | en stagnation |
| 4  | Alessandro Ballan  | Lampre-Fondital                | 105    | 4         | en stagnation |
| 5  | Fränk Schleck      | CSC                            | 100    | 5         | en stagnation |
| 6  | Patrik Sinkewitz   | T-Mobile                       | 90     | 6         | en stagnation |
| 7  | Samuel Sanchez     | Euskaltel-Euskadi              | 89     | 7         | en stagnation |
| 8  | Fabian Cancellara  | CSC                            | 87     | 8         | en stagnation |
| 9  | Damiano Cunego     | Lampre-Fondital                | 86     | 9         | en stagnation |
| 10 | Paolo Savoldelli   | Discovery Channel              | 85     | 10        | en stagnation |

| #  | Équipe                         | Points | Précédent | Evolution     |
| -- | ------------------------------ | ------ | --------- | ------------- |
| 1  | CSC                            | 190    | 1         | en stagnation |
| 2  | Caisse d'Épargne-Illes Balears | 176    | 4         | +2            |
| 3  | T-Mobile                       | 174    | 3         | en stagnation |
| 4  | Phonak                         | 172    | 2         | -2            |
| 5  | Lampre-Fondital                | 162    | 5         | en stagnation |
| 6  | Discovery Channel              | 160    | 8         | +2            |
| 7  | Liberty Seguros-Würth          | 158    | 7         | en stagnation |
| 8  | Rabobank                       | 157    | 6         | -2            |
| 9  | Davitamon-Lotto                | 148    | 8         | -1            |
| 10 | Quick Step-Innergetic          | 138    | 10        | en stagnation |

| #  | Pays       | Points | Précédent | Evolution     |
| -- | ---------- | ------ | --------- | ------------- |
| 1  | Espagne    | 500    | 2         | +1            |
| 2  | Italie     | 498    | 1         | -1            |
| 3  | Allemagne  | 232    | 3         | en stagnation |
| 4  | Belgique   | 221    | 4         | en stagnation |
| 5  | États-Unis | 206    | 7         | +2            |
| 6  | Pays-Bas   | 205    | 5         | -1            |
| 7  | Suisse     | 158    | 6         | -1            |
| 8  | France     | 145    | 9         | +1            |
| 9  | Australie  | 111    | 8         | -1            |
| 10 | Luxembourg | 100    | 10        | en stagnation |

## Évolution des classements
| Étape              | Vainqueur          | Classement général | Classement de la montagne | Classement combiné | Classement par points | Classement par équipes |
| ------------------ | ------------------ | ------------------ | ------------------------- | ------------------ | --------------------- | ---------------------- |
| Prologue           | David Zabriskie    | David Zabriskie    | George Hincapie           | -                  | David Zabriskie       | Discovery Channel      |
| 1re étape          | Fabian Wegmann     | Fabian Wegmann     | Thomas Voeckler           | Thomas Voeckler    | Fabian Wegmann        | Discovery Channel      |
| 2e étape           | Philippe Gilbert   | Philippe Gilbert   | Sebastien Joly            | Philippe Gilbert   | Philippe Gilbert      | La Française des jeux  |
| 3e étape           | David Zabriskie    | Philippe Gilbert   | Sebastien Joly            | Philippe Gilbert   | David Zabriskie       | CSC                    |
| 4e étape           | Denis Menchov      | Levi Leipheimer    | Denis Menchov             | Levi Leipheimer    | David Zabriskie       | Discovery Channel      |
| 5e étape           | Ludovic Turpin     | Levi Leipheimer    | Christophe Moreau         | Levi Leipheimer    | Francisco Mancebo     | AG2R Prévoyance        |
| 6e étape           | Iban Mayo          | Levi Leipheimer    | Christophe Moreau         | Christophe Moreau  | Francisco Mancebo     | AG2R Prévoyance        |
| 7e étape           | Thor Hushovd       | Levi Leipheimer    | Christophe Moreau         | Christophe Moreau  | Francisco Mancebo     | AG2R Prévoyance        |
| Classements finals | Classements finals | Non attribué       | Christophe Moreau         | Christophe Moreau  | Francisco Mancebo     | AG2R Prévoyance        |